# Determineerschool
Een determineerschool was in Nederland een school voor leerlingen die de lagere school hadden doorlopen, maar voor wie niet met zekerheid kon worden vastgesteld welke vorm van voortgezet onderwijs voor hen het meest geschikt was. De verschillende klassen waren gericht op evenzoveel verschillende vervolgopleidingen (vhmo, ulo, nijverheids- of technisch onderwijs). Behalve door een klasseleraar werden ook lessen gegeven door vakleerkrachten van de toekomstige scholen. De leerlingen konden zo alvast wennen aan het systeem van verschillende onderwijzers voor elk vak. De determineerscholen werden opgericht in 1960 en hebben bestaan tot de invoering van de Wet op het voortgezet onderwijs, in de wandeling de mammoetwet.
De praktijkafdeling van een determineerschool kon gemakkelijk ingepast worden als LEAO-afdeling in het Lager economisch en administratief onderwijs (LEAO) van deze wet. In juli 1964 kon de wethouder van Onderwijs van Den Haag persoonlijk de eerste gemeentelijk LEAO-diploma's voor kantoor- respectievelijk winkelassistent uitreiken. Vier jaar voor het in werking treden van de mammoetwet.

## Geschiedenis
Tot 1 januari 1959 konden maartscholen een overgangsklas (zevende leerjaar) in stand houden. Dat waren scholen voor kinderen die na de teldatum van 1 oktober niet naar de lagere school konden. (Het schooljaar liep van 1 maart tot 1 maart in het daaropvolgende jaar.) Na afloop van het schooljaar 1959/1960 was het niet meer mogelijk als onderdeel van een gewone lagere school. Daarna kregen alle lagere scholen zes achtereenvolgende leerjaren. Rond die tijd werden proeven genomen met zogenaamde determineerklassen om tot een betere schoolkeuze te komen in het kader van zich ontwikkelende scholengemeenschappen. Leerlingen werden verdeeld in groepen, waarin een op de vermoedelijke bestemming afgestemd programma wordt gevolgd. Daarbij werd gekeken naar hun vermoedelijke geschiktheid voor de verschillende vorsen van voortgezet onderwijs. Het vernieuwende was, dat overgang mogelijk was van de ene groep naar de andere.

## Enkele scholen
- In 1960 werd de Openbare Determineerschool aan de Zonnebloemstraat - Hyacintweg met een dependance aan de Laan van Meerdervoort gesticht. Daar bleek aan het einde van het eerste cursusjaar, dat een aantal leerlingen wat betreft aanleg en belangstelling niet geplaatst kon worden op de bestaande scholen voor voortgezet onderwijs. Voor deze leerlingen werd het cursusjaar 1961/1962 een experiment voor beroepen in de economische en administratieve sectoren van de maatschappij opgezet en in overleg met de ouders wordt besloten in het schooljaar 1962/1963 met een derde leerjaar te starten. Het tweede en derde leerjaar werden praktijkafdeling genoemd. Vanaf september 1961 werd samengewerkt met het Instituut voor individueel voortgezet onderwijs (BIO), waarbij leerlingen elk jaar examen deden in een aantal vakken. Langs deze weg konden de leerlingen stapsgewijs aan het eind van het vierde leerjaar een einddiploma halen voor kantoor- en/of winkelassistent. De opleiding was vooral praktijk gericht.
- Prinses Ireneschool in Pijnacker.[2]
- Het internaat van de Stichting Scholengemeenschap Stevensbeek (determineerschool) van de Paters van het Allerheiligste Sacrament.[3]

## Trivia
Een van de leerlingen van zo'n school is het 2e Kamerlid Hans van Leeuwen, die in een algemeen overleg met minister Plasterk van Onderwijs, Cultuur en Wetenschap opmerkte: 
Over de ambachtsschool, de lts: ik heb op een determineerschool gezeten. Het klinkt gruwelijk, maar het was hartstikke leuk. Dat is twee dagen in de week lts en twee dagen in de week voorbereiding op de hogere burger school.